# ʿayn
ʿayn (in arabo عين‎? /ʕajn/) è la diciottesima lettera dell'alfabeto arabo. Nella numerazione abjad essa assume il valore 70.

## Origine
Questa lettera deriva secondo alcuni da 𐢗 dell'alfabeto nabateo, secondo altri da ܥ dell'alfabeto siriaco. In ogni caso deriva da ʿayin dell'alfabeto aramaico ע, che nacque dalla ʿayin dell'alfabeto fenicio (𐤏), generata dalla ʿen dell'alfabeto proto-cananeo (). Esiste anche nell'alfabeto dell'ebraico moderno come ע, nonostante ormai abbia perso il suo suono originario.

## Fonetica
Foneticamente corrisponde alla fricativa faringale sonora ([ʕ]) o alla occlusiva glottidale sorda faringalizzata ([ʔˁ]). Questi due foni sono allofoni nella lingua araba.

## Scrittura e traslitterazione
ʿayn viene scritta in varie forme in funzione della sua posizione all'interno di una parola:
| Forma isolata | Forma finale | Forma intermedia | Forma iniziale |
| ﻉ             | ـع…          | …ـعـ…            | …عـ            |

Nella traslitterazione dall'arabo è comunemente associata a ʿ (un semicerchio alto aperto a destra). In somalo, una lingua afro-asiatica proprio come l'arabo, il fono di ‘ayn è traslitterato con "c", grafema dall'aspetto quasi identico alla forma iniziale di tale lettera in arabo ( ﻋ ). Questa traslitterazione è inequivocabile, in quanto evita facili fraintendimenti con la traslitterazione del colpo di glottide (lettera hamza) in arabo, in quanto sia ʿayn che hamza vengono traslitterati con un apostrofo (aperto a sinistra per hamza e aperto a destra per ʿayn), pur rappresentando foni diversi e non allofoni. Nonostante ciò, ʿayn viene molto raramente traslitterata come "c" nella lingua araba.

## Sintassi
ʿayn è una lettera lunare. Ciò significa che quando ad una parola che inizia con questa lettera bisogna anteporre l'articolo determinativo (ﺍﻝ, al-), esso non subirà alcuna modifica.
Ad esempio عين (ʿayn, "occhio", ma anche "fonte") diventa العين (al-ʿayn, "l'occhio" o "la fonte"), che si pronuncia [alˈʕajn].